# Paratheuma makai
Paratheuma makai là một loài nhện trong họ Desidae.
Loài này thuộc chi Paratheuma. Paratheuma makai được miêu tả năm 1989 bởi Berry & Beatty.